# Eugerres plumieri
Eugerres plumieri és una espècie de peix pertanyent a la família dels gerrèids.

## Descripció
- Pot arribar a fer 40 cm de llargària màxima (normalment, en fa 30) i 1.020 g de pes.[6][7][8]

## Alimentació
Menja insectes aquàtics, crustacis, microbivalves i detritus.

## Hàbitat
És un peix d'aigua dolça, salabrosa i marina; demersal i de clima subtropical.

## Distribució geogràfica
Es troba a l'Atlàntic occidental: des de Carolina del Nord fins a l'oest de Florida i des del golf de Mèxic sencer fins al Brasil. És absent de les Bahames i de les illes més petites de les Índies Occidentals.

## Ús comercial
Es comercialitza fresc i és emprat per a elaborar farina de peix.

## Observacions
És inofensiu per als humans.